# Établissements Fouga et Cie
Les Établissements Fouga et Cie est une ancienne compagnie de réparation ferroviaire créée à Béziers en 1919 connue pour le Fouga Magister, issu de son département aviation. L'entreprise dépose le bilan en juillet 1956 ; elle est alors scindées en 3 branches : réparation ferroviaire (fermeture en 1964), pétrochimie (fermeture en 1966) et aviation (repris par Potez en 1958).

## Historique

### Réparateur de matériel ferroviaire
Les établissements Fouga & Cie sont créés à Béziers le 6 décembre 1919 par Gaston Fouga, associé à MM. Froustey et Valette. Comme ses homologues (PO et PLM), la Compagnie des chemins de fer du Midi a initié la création de cette société indépendante pour réaliser des activités de réparation. Les Éts Fouga s’installent sur un terrain mis à disposition par Midi au lieu-dit du Capiscol.
Les grèves de mai 1920 permettent aux Éts Fouga de changer d’échelle. Les compagnies de chemin de fer sont fortement touchées (59% de gréviste au Midi) et réagissent en révoquant les grévistes. Le Midi ferme l' atelier de réparation de machines et wagons (800 personnes) pour confier ces activités aux Éts Fouga qui réembauche une partie du personnel. L’entreprise passe de 75 à 900 ouvriers en un an.
Les Éts Fouga se développent rapidement dans la plaine St-Pierre autour du Canal du Midi : Fouga-Nord (6,5 hectares) consacré à la menuiserie et Fouga-Sud (9 hectares) pour la chaudronnerie. Les 2 sites sont reliés au réseau Midi par un pont levant sur ce canal. Toutes les installations sont construites entre 1920 et 1923. Les Éts Fouga possédaient également une usine de débitage à Aire-sur-l'Adour qui fournissait le bois nécessaire à Fouga-Nord. Les grumes parvenaient à Bézier par le Canal du Midi.
Les Éts Fouga travaillaient principalement pour la compagnie du Midi (à travers des contrats de maintenance longue durée) mais également pour d’autres entreprises.

### Diversification
Avec la constitution de la société nationale des chemins de fer en 1936, les Éts Fouga tâchent de se diversifier pour diminuer leur dépendance à leur principale donneur d'ordre. La principale réussite est la création d'un département aviation dans la scierie d'Aire-sur-l'Adour en 1935.
À Béziers, l'entreprise développe des tracteurs à chenille et crée en 1935 une automotrice en collaboration avec Dunlop.

### Guerre & épuration
Pendant la guerre, l'usine tourne au ralenti en raison des pénuries de matière première et de la sous-alimentation des ouvriers. Quand les Allemands envahissent la zone libre en novembre 1942, l'entreprise est contrainte de collaborer avec l'ennemi mais les usines tournent à la cadence la plus faible possible. Des sabotages sont réalisés en 1944 et les usines de Béziers sont bombardées le 5 juillet 1944.
En août 1944, le 11, Gaston Fouga décède des suites de maladie à Toulouse,. Le 22 août, un comité de libération épure l'entreprise à la libération de Béziers et impose une amende de 10 millions de francs aux héritiers de Fouga. Ces sanctions sont annulées après guerre et Henry Froustey à qui avait été désigné directeur à titre provisoire est confirmé dans ses fonctions.

### Fermetures
L'entreprise tente de se reconvertir dans la fabrication d'équipements pour l'industrie pétrolière mais rencontre des problèmes de trésorerie. Les Éts Fouga déposent le bilan le 25 juillet 1956.
Le département aéronautique continue son activité sous le nom d'Air-Fouga. Les branches réparation ferroviaire et pétrochimie ferment respectivement en 1964 et 1966.

## Les sites de production
- Site de Béziers Nord : Il se situe au sud du faisceau de voie Midi
- Site de Béziers Sud : Il se situe au sud du canal du Midi. Il est relié.
- Site d'Aire-sur-Adour : à l'origine une scierie est créée pour obtenir le bois nécessaire à la construction des caisses de wagons. Elle devient ensuite atelier de construction de planeurs puis d'avions.

## Activités

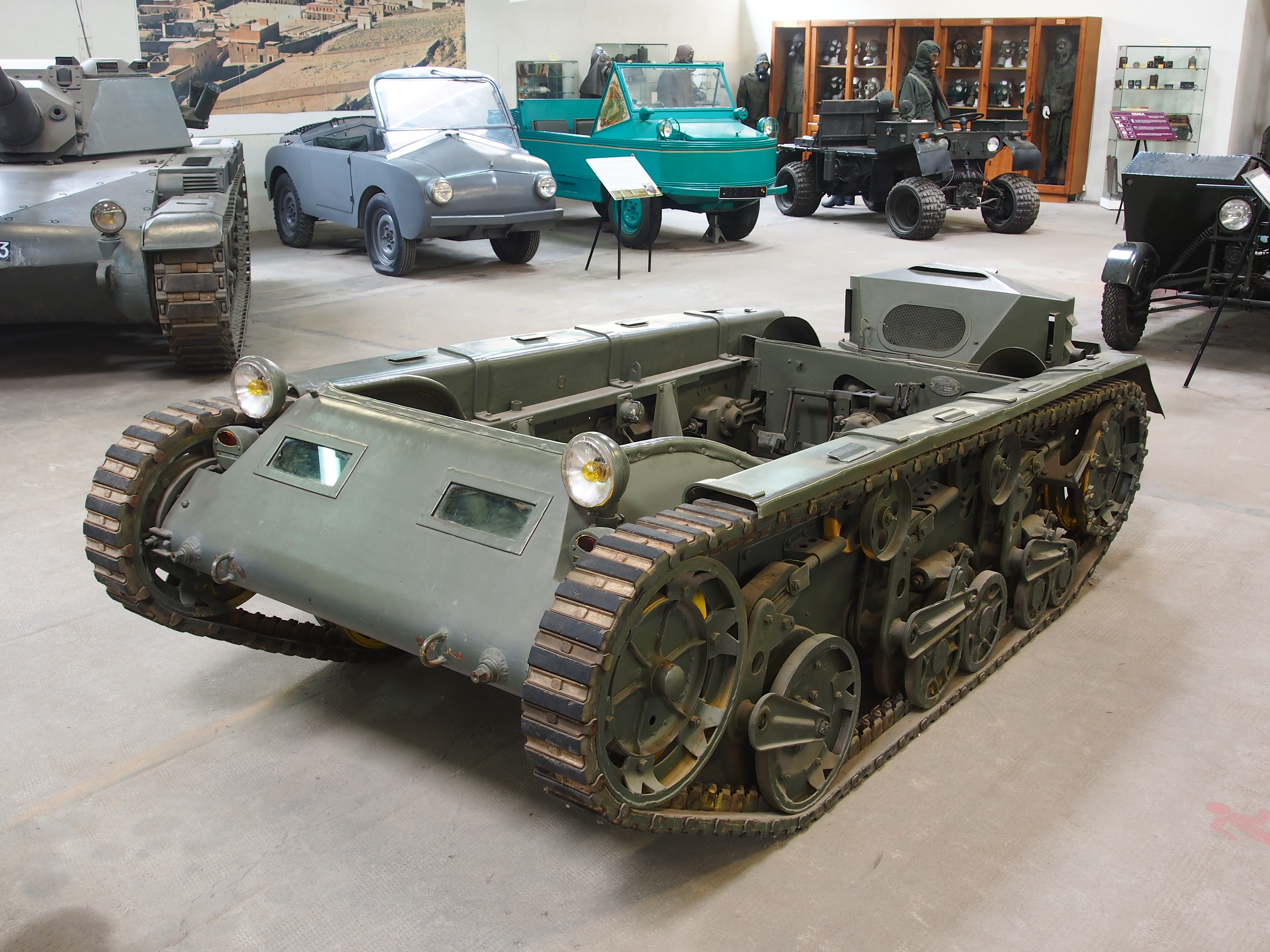
Fouga chenillette type VP 90, exposé au musée des blindés, à Saumur.

Réparations de locomotives à vapeur, voitures à voyageurs, voitures-lit, voitures restaurant et wagons de marchandises de la compagnie du Midi.
Construction de wagons de marchandises et wagons citernes.
Construction de remorques four et fournils pour l'armée.
En 1935, un autorail est réalisé en collaboration avec Dunlop et livré à la compagnie PO-Midi et immatriculé ZZ Ety 23651.
En 1936, l'atelier de menuiserie d'Aire sur Adour est converti à la construction aéronautique,
À partir de 1937, construction de tracteurs agricoles à chenilles en 1937-39 et en 1948.
En 1939, participation à la construction de la chenillette Renault UE et Lorraine 37L
En 1952, le prototype d'une chenillette est construit sans suite